# Simões
Simões este un oraș în Piauí (PI), Brazilia.